# In a Mellow Tone
In a Mellow Tone (auch bekannt unter dem Titel In a Mellotone) ist ein Jazzsong, den Duke Ellington komponierte und 1940 veröffentlichte. Er entwickelt sich zum Jazz-Standard.

## Hintergrund der Komposition
Das Duke Ellington Orchestra war seit 1939 „besser in Form“ als je zuvor „und versammelte geradezu die Crème der Swing-Musiker“; die Band wurde auch durch die neu hinzugekommenen Musiker Ben Webster, Jimmy Blanton und Billy Strayhorn stark geprägt. Weiterhin war es Ellington gelungen, sich von seinem Manager und Verleger Irving Mills zu trennen.
Ellingtons Komposition In a Mellow Tone gehörte zu der Reihe von Stücken, die der Pianist mit seinem Orchester zwischen März und Oktober 1940 für Victor einspielte, wie das Concerto for Cootie,  Cotton Tail, Bojangles, Harlem Air Shaft, Warm Valley und Ko-Ko, die als klassische Stücken dieser „Blanton-Webster-Band“ gelten. Das Stück wurde erstmals am 5. September 1940 in Chicago eingespielt.

## Musikalische Analyse
Der Song baut auf den Harmonien des älteren Jazzstandards Rose Room auf, den Art Hickman und Harry Williams 1917 geschrieben hatten. Das Thema wirkt Riff-artig. Das Stück ist in der Liedform ABAC gehalten und umfasst 32 Takte. Da das im Medium-Swing-Tempo interpretierte Stück durchweg in Dur verfasst ist, wirkt es unbeschwert. Es hat ein viertaktiges Intro.
Bei der Ersteinspielung war die Band „in Bestform“: „Ellingtons charakteristische Block-Akkorde, Blantons lässige Basslinien und die verschmitzten Soli von Cootie Williams und Johnny Hodges“ ließen in der „Aufnahmesession einen Klassiker“ entstehen. Hodges spielte sein Solo in double time.

## Rezeption
Anders als andere Einspielungen von Ellington wurde das Stück kein Hit; seinen langfristigen Erfolg erzielte es wegen des geschickten Arrangements und der Art, wie sich die Ellington-Musiker einpassten. Daher gilt die Originalversion immer noch als wichtige Aufnahme. Ruland hebt insbesondere die Rolle von Johnny Hodges hervor, der „mit flüssigem, lockeren Spiel sich ganz als Swingstar präsentiert.“

## Weitere Einspielungen
Nicht nur Gefolgsleute von Ellington wie Ben Webster oder Paul Gonsalves griffen das Stück auf; auch Konkurrent Count Basie übernahm es ins Repertoire. Zahlreiche Einspielungen folgten, etwa von Oscar Peterson (1952), Erroll Garner (1954), Coleman Hawkins (1957), Gerry Mulligan (1959), Jimmy Smith (1962), Benny Carter, Milt Jackson, Joe Pass, John Dankworth, Art Pepper, Mel Lewis oder Ellis Marsalis.

## Versionen mit Text
Erst in den 1950er Jahren entstand der Text zu dem Stück, der einfach und zugleich sehr eingängig war und für den Produzent Milt Gabler als Urheber eingetragen wurde. In einem warmen Ton fühle man sich schick und frei und sei nicht alleine, sondern habe Gesellschaft. Alles sei gut, denn mit einem warmen Song könne nichts schiefgehen. Dieser Text führte zu gesanglichen Interpretationen von Sarah Vaughan (1979), Lambert, Hendricks & Ross, dann auch von Tony Bennett oder Manhattan Transfer. Als Referenzaufnahme gilt hier Ella Fitzgeralds Einspielung von 1957 auf ihrem Ellington-Album.